# Cannabidiol
Cannabidiol (CBD) is een niet-psychoactieve cannabinoïde, die voorkomt in cannabis en farmacologische interacties heeft met tetrahydrocannabinol. CBD remt de afbraak van THC door de leverenzymen. Cannabidiol maakt circa 3-4% van een cannabisextract uit.

## Oorsprong
Cannabidiol is in 1940 voor het eerst geïsoleerd, maar de chemische structuur en stereochemie ervan werden in 1964 opgehelderd. Het werkingsmechanisme is onafhankelijk van de cannabinoïdereceptoren. CBD heeft een zeer lage affiniteit voor de cannabinoïdereceptoren (zowel CB1 als CB2).

### Plantenveredeling
Het selectief kweken van cannabisplanten is uitgebreid en gediversifieerd naarmate de commerciële en therapeutische markten zich ontwikkelen. Sommige telers in de VS slaagden erin het aandeel CBD-naar-THC te verlagen om klanten tegemoet te komen die de voorkeur gaven aan variëteiten die meer geestverruimend waren vanwege het hogere THC- en lagere CBD-gehalte. In de VS wordt hennep door de federale overheid geclassificeerd als cannabis met niet meer dan 0,3% THC in droog gewicht. Deze classificatie is vastgesteld in de Farm Bill van 2018 en is verfijnd om hennepextracten, cannabinoïden en derivaten op te nemen in de definitie van hennep.

## Werking
CBD werkt bij proefdieren als antipsychoticum en sedativum. CBD is de enige cannabinoïde waarmee verschillende gecontroleerde experimentele studies evenals klinisch onderzoek bij mensen is uitgevoerd bij multiple sclerose, neuropathische pijn, schizofrenie, bipolaire manie, sociale fobie, slapeloosheid, ziekte van Huntington en epilepsie. Bij proefdieren heeft CBD anti-epileptische, anti-emetische, anti-inflammatoire en antipsychotische eigenschappen en is bovendien werkzaam tegen reumatoïde artritis. CBD blijkt bovendien werkzaam tegen toxiciteit door N-methyl-D-asparaginezuur en bèta-amyloïd, evenals bij ischemische schade. Op verschillende manieren heeft CBD bovendien een neuroprotectief effect en mogelijk is het daarom van betekenis bij cerebrovasculair accident, de ziekte van Parkinson, traumatische hersenbeschadiging en epilepsie. De stof heeft bijna geen bijwerkingen, noch psychoactieve werking, noch is er risico op verslaving.
Of CBD bij mensen een antipsychotische werking heeft is onduidelijk; het onderzoek dat daarnaar is uitgevoerd is niet eenduidig.

## Wisselwerking CBD en THC
Onderzoek lijkt er op te wijzen dat CBD de psychoactieve werking van THC kan beïnvloeden, maar onderzoek hiernaar geeft tegenstrijdige uitkomsten. Veel hangt af van de wijze van toediening en de verhouding tussen de twee cannabinoïden. Bij relatief veel CBD ten opzichte van THC kan CBD het effect van THC verminderen, bij ongeveer gelijke hoeveelheden kan CBD juist een versterkend effect hebben op THC. Ook het innamemoment maakt uit: wanneer CBD wordt ingenomen voordat de THC wordt ingenomen, kan het effect van THC worden versterkt. Wanneer de beide stoffen tegelijkertijd worden ingenomen, kan het effect van THC worden verminderd.

## Productie en verkrijgbaarheid

### Medicinaal gebruik
CBD-olie in lage dosering is zonder recept verkrijgbaar bij drogisten. Hogere doseringen van CBD vallen onder de Opiumwet en zijn in Nederland verkrijgbaar op doktersrecept. Dat geldt eveneens voor THC- of THC/CBD-olie.
De enige legale producenten voor hogere doseringen CBD en CBD/THC in Nederland (sinds mei 2015) zijn de Transvaal Apotheek in Den Haag, (sinds april 2017) Clinical Cannabis Care in Breukelen en (sinds januari 2021) MYCB1 Apotheek in Amsterdam. Deze produceren cannabidiol-olie (CBD) door CBD te extraheren uit CBD-verrijkt plantmateriaal en het vervolgens op te lossen in olie. De bereiding gebeurt vanuit de medicinale cannabis Bedrolite (Bedrocan International, Veendam). Het product is verkrijgbaar in de variëteiten Bedrocan, Bedrobinol, Bediol, Bedica en Bedrolite, waarbij de verhoudingen en sterkten van THC en CBD variëren. De Inspectie Gezondheidszorg en Jeugd controleert de productie en de verstrekking van dit product. Vrijwel alle drogisten, naast coffeeshops, smartshops en webshops, bieden laag gedoseerde CBD-olie aan. Afgezien van evt. controle op de bewering 'biologisch' wordt de productie niet gecontroleerd door de overheid.
EMA registreerde de drank met 100mg/ml cannabidiol onder de merknaam Epidyolex.®

### Voedingssupplement
Als voedingssupplement en tevens voor medisch gebruik is de verkoop van laag gedoseerde CBD-olie mogelijk en toegankelijk voor de consument bij drogisterijen en verschillende webshops. Hoofdzakelijk worden hiervoor cannabisvariëteiten gebruikt die oorspronkelijk voor vezel- en zaadproductie zijn veredeld. Deze variëteiten bevatten lage concentraties cannabinoïden met een zeer laag gehalte aan THC/THCA. Dit werd vereist door de Nederlandse overheid die de cannabis sativaplant op de opiumlijst heeft geplaatst. De gunstige ratio CBD(A)/THC(A) maakt deze variëteiten uitermate geschikt voor de productie van CBD-rijke producten, aangezien het heel moeilijk is THC van CBD te scheiden en al dan niet illegaal is.